# Rezerwat przyrody Las Łagiewnicki
Rezerwat przyrody Las Łagiewnicki – wydzielony fragment Lasu Łagiewnickiego – lasu komunalnego w Łodzi – oraz Parku Krajobrazowego Wzniesień Łódzkich; utworzony w 1996 roku. Jego powierzchnia wynosi 69,86 ha (akt powołujący podawał 69,85 ha).

## Charakterystyka
Głównym przedmiotem ochrony jest kompleks naturalnych fitocenoz leśnych, charakteryzujących się bogactwem florystycznym. Na terenie rezerwatu stwierdzono dotychczas 280 gatunków roślin naczyniowych, w tym 9 gatunków podlegających ochronie ścisłej (naparstnica zwyczajna, pełnik europejski, wawrzynek wilczełyko, bluszcz pospolity i 5 gatunków storczyków) oraz 7 gatunków chronionych częściowo (m.in. marzanka wonna, kopytnik pospolity, konwalia majowa). Rezerwat jest także cenną ostoją faunistyczną – szczególnie bogata jest fauna owadów i ptaków.
Łódź jest jednym z nielicznych wielkich miast w Europie, które posiadają w swych granicach administracyjnych aż dwa rezerwaty leśne. Oprócz rezerwatu „Las Łagiewnicki” istnieje jeszcze rezerwat „Polesie Konstantynowskie”. Obydwa stanowią pozostałość dawnej puszczy łódzkiej.

### Zbiorowiska
Na terenie rezerwatu wyodrębniono 5 zbiorowisk leśnych:
- Grąd wysoki
- Grąd niski – drzewostan dębowo-brzozowo-grabowy z domieszką olchy.
- Grąd typowy – głównie brzoza, dąb, grab i jodła pospolita.
- Zbiorowiska przypominające strukturą subatlantycką dąbrowę acidofilną, z dobrze rozwijającym się dębem szypułkowym.
- Dąbrowa świetlista z przewagą dębu bezszypułkowego.